# Rallye Dakar 2020
Die Rallye Dakar 2020 war die 42. Austragung der Rallye Dakar und die 41., die tatsächlich ausgefahren wurde. Sie fand erstmals in Saudi-Arabien statt.

## Route
Die Rallye startete am 5. Januar 2020 in Dschidda und führte über 12 Etappen bis nach Riad. Die Länge der gewerteten Strecke betrug ca. 5000 km. Obwohl die Route diesmal nur durch ein einziges Land führte, war sie sehr vielseitig. Während die ersten Etappen in einem eher bergigen Terrain stattfanden, verlief der zweite Teil der Rallye durch die Wüste Rub al-Chali.

## Etappen
| Etappe           | Datum            | Start                   | Ziel                    | Etappenlänge | Etappenlänge | Sieger                       | Sieger            | Sieger                         | Sieger                                              | Sieger                                     |
| Etappe           | Datum            | Start                   | Ziel                    | Insgesamt    | Gewertet     | Motorrad                     | Quad              | Auto                           | Buggy                                               | Lkw                                        |
| ---------------- | ---------------- | ----------------------- | ----------------------- | ------------ | ------------ | ---------------------------- | ----------------- | ------------------------------ | --------------------------------------------------- | ------------------------------------------ |
| 1.               | 5. Januar        | Dschidda                | al-Wadschh              | 752          | 319          | Toby Price                   | Ignacio Casale    | Vaidotas Žala                  | Aron Domżała                                        | Anton Schibalow                            |
| 2.               | 6. Januar        | al-Wadschh              | Neom                    | 393          | 367          | Ross Branch                  | Ignacio Casale    | Giniel de Villiers             | Francisco López Contardo                            | Siarhei Viazovich                          |
| 3.               | 7. Januar        | Neom                    | Neom                    | 504          | 427          | Ricky Brabec                 | Giovanni Enrico   | Carlos Sainz senior            | Gerard Farrés                                       | Andrei Karginow                            |
| 4.               | 8. Januar        | Neom                    | al-ʿUla                 | 672          | 453          | José Ignacio Cornejo Florimo | Ignacio Casale    | Stéphane Peterhansel           | Mitchell Guthrie                                    | Anton Schibalow                            |
| 5.               | 9. Januar        | al-ʿUla                 | Ha'il                   | 564          | 353          | Toby Price                   | Romain Dutu       | Carlos Sainz senior            | Cyril Despres                                       | Dmitri Sotnikow                            |
| 6.               | 10. Januar       | Ha'il                   | Riad                    | 830          | 478          | Ricky Brabec                 | Simon Vitse       | Stéphane Peterhansel           | Gerard Farrés                                       | Andrei Karginow                            |
|                  |                  |                         |                         |              |              |                              |                   |                                |                                                     |                                            |
| Zwischenergebnis | Zwischenergebnis | Ruhetag 11. Januar Riad | Ruhetag 11. Januar Riad | 3.715        | 2.397        | Ricky Brabec                 | Ignacio Casale    | Carlos Sainz senior Lucas Cruz | Francisco López Contardo Juan Pablo Latrach Vinagre | Andrei Karginow Andrei Mokejew Igor Leonow |
|                  |                  |                         |                         |              |              |                              |                   |                                |                                                     |                                            |
| 7.               | 12. Januar       | Riad                    | Wadi ad-Dawasir         | 741          | 546          | Kevin Benavides              | Simon Vitse       | Carlos Sainz senior            | Blade Hildebrand                                    | Andrei Karginow                            |
| 8.               | 13. Januar       | Wadi ad-Dawasir         | Wadi ad-Dawasir         | 713          | 474          | abgesagt                     | abgesagt          | Mathieu Serradori              | Reinaldo Varela                                     | Andrei Karginow                            |
| 9.               | 14. Januar       | Wadi ad-Dawasir         | Haradh                  | 891          | 415          | Pablo Quintanilla            | Ignacio Casale    | Stéphane Peterhansel           | Blade Hildebrand                                    | Andrei Karginow                            |
| 10.              | 15. Januar       | Haradh                  | Shubaytah               | 608          | 534          | Joan Barreda Bort            | Kamil Wiśniewski  | Carlos Sainz senior            | Mitchell Guthrie                                    | Anton Schibalow                            |
| 11.              | 16. Januar       | Shubaytah               | Haradh                  | 744          | 379          | Pablo Quintanilla            | Rafał Sonik       | Stéphane Peterhansel           | Francisco López Contardo                            | Andrei Karginow                            |
| 12.              | 17. Januar       | Haradh                  | Al-Kiddija              | 447          | 374          | José Ignacio Cornejo Florimo | Arkadiusz Lindner | Nasser Al-Attiyah              | Reinaldo Varela                                     | Andrei Karginow                            |
| ZIEL             | 17. Januar       | Gesamtergebnis          | Gesamtergebnis          |              |              | Ricky Brabec                 | Ignacio Casale    | Carlos Sainz senior Lucas Cruz | Casey Currie Sean Berriman                          | Andrei Karginow Andrei Mokejew Igor Leonow |

## Teilnehmer
Für den 5. Januar 2020 gingen 342 Fahrzeuge in allen Klassen an den Start. Zum ersten Mal nahm der zweifache Formel-1-Weltmeister Fernando Alonso an der Veranstaltung teil.
Am 12. Januar 2020 starb der portugiesische Motorradfahrer Paulo Gonçalves nach einem Sturz. Am 17. Januar 2020 starb der niederländische Motorradfahrer Edwin Straver an den Folgen eines Sturzes während der elften Etappe.

## Endergebnisse

### Motorräder
| Pos | Nr. | Fahrer                       | Marke     | Zeit       |
| --- | --- | ---------------------------- | --------- | ---------- |
| 1   | 9   | Ricky Brabec                 | Honda     | 40:02:36 h |
| 2   | 5   | Pablo Quintanilla            | Husqvarna | + 0:16:26  |
| 3   | 1   | Toby Price                   | KTM       | + 0:24:06  |
| 4   | 17  | José Ignacio Cornejo Florimo | Honda     | + 0:31:43  |
| 5   | 2   | Matthias Walkner             | KTM       | + 0:35:00  |
| 6   | 16  | Luciano Benavides            | KTM       | + 0:37:34  |
| 7   | 12  | Joan Barreda Bort            | Honda     | + 0:50:57  |
| 8   | 22  | Franco Caimi                 | Yamaha    | + 1:42:35  |
| 9   | 59  | Skyler Howes                 | Husqvarna | + 2:04:01  |
| 10  | 6   | Andrew Short                 | Husqvarna | + 2:10:40  |

### Quads
| Pos | Nr. | Fahrer                  | Marke  | Zeit       |
| --- | --- | ----------------------- | ------ | ---------- |
| 1   | 250 | Ignacio Casale          | Yamaha | 52:04:39 h |
| 2   | 265 | Simon Vitse             | Yamaha | + 0:18:24  |
| 3   | 251 | Rafał Sonik             | Yamaha | + 1:04:15  |
| 4   | 255 | Manuel Andújar          | Yamaha | + 3:30:16  |
| 5   | 257 | Kamil Wiśniewski        | Yamaha | + 4:38:53  |
| 6   | 262 | Sebastien Souday        | Yamaha | + 5:45:14  |
| 7   | 268 | Italo Pedemonte         | Yamaha | + 6:34:28  |
| 8   | 254 | Nelson Sanabria Galeano | Yamaha | + 8:56:03  |
| 9   | 263 | Zdeněk Tůma             | Yamaha | + 15:58:30 |
| 10  | 261 | Martin Sarquiz          | Can-Am | + 17:14:39 |

### Autos
| Pos | Nr. | Fahrer               | Beifahrer           | Marke   | Team                            | Zeit       |
| --- | --- | -------------------- | ------------------- | ------- | ------------------------------- | ---------- |
| 1   | 305 | Carlos Sainz senior  | Lucas Cruz          | Mini    | Bahrain JCW X-Raid Team         | 42:59:17 h |
| 2   | 300 | Nasser Al-Attiyah    | Matthieu Baumel     | Toyota  | Toyota Gazoo Racing             | + 0:06:21  |
| 3   | 302 | Stéphane Peterhansel | Paulo Fiúza         | Mini    | Bahrain JCW X-Raid Team         | + 0:09:58  |
| 4   | 309 | Yazeed Al Rajhi      | Konstantin Schilzow | Toyota  | Overdrive Toyota                | + 0:49:10  |
| 5   | 304 | Giniel de Villiers   | Alex Haro           | Toyota  | Toyota Gazoo Racing             | + 1:07:09  |
| 6   | 311 | Orlando Terranova    | Bernardo Graue      | Mini    | X-Raid Mini JCW Team            | + 1:12:15  |
| 7   | 307 | Bernhard Ten Brinke  | Tom Colsoul         | Toyota  | Toyota Gazoo Racing             | + 1:18:34  |
| 8   | 315 | Mathieu Serradori    | Fabian Lurquin      | Century | SRT Racing                      | + 1:59:21  |
| 9   | 324 | Yasir Hamad Seaidan  | Alexei Kuzmich      | Mini    | Race World Team                 | + 3:42:17  |
| 10  | 322 | Wei Han              | Min Liao            | Hanwei  | Geely Auto Shell Lubricant Team | + 3:51:07  |

### Buggy
| Pos | Nr. | Fahrer                    | Beifahrer                  | Marke    | Team                              | Zeit       |
| --- | --- | ------------------------- | -------------------------- | -------- | --------------------------------- | ---------- |
| 1   | 405 | Casey Currie              | Sean Berriman              | Can-Am   | Monster Energy Can-Am             | 53:25:52 h |
| 2   | 411 | Sergei Karjakin           | Anton Vlasiuk              | BRP      | Snag Racing Team                  | + 0:39:12  |
| 3   | 400 | Francisco López Contardo  | Juan Pablo Latrach Vinagre | Can-Am   | South Racing Can-Am               | + 0:52:36  |
| 4   | 404 | Conrad Rautenbach         | Pedro Bianchi Prata        | PH-Sport | PH-Sport                          | + 1:12:19  |
| 5   | 410 | José Antonio Hinojo López | Diego Ortega Gil           | Can-Am   | Hibor Raid                        | + 1:20:38  |
| 6   | 420 | Jesús Puras               | Xavier Blanco              | Can-Am   | Xraids & Buggymaster Team         | + 2:19:15  |
| 7   | 417 | Axel Alletru              | François Beguin            | Can-Am   | # Je Peux 2020-BBR Mercier Racing | + 2:24:23  |
| 8   | 427 | Austin Jones              | Kellon Walch               | Can-Am   | South Racing Can-Am               | + 2:57:38  |
| 9   | 402 | Reinaldo Varela           | Gustavo Gugelmin           | Can-Am   | Monster Energy Can-Am             | + 5:44:01  |
| 10  | 433 | Santiago Navarro          | Marc Solà                  | Can-Am   | FN Speed Team                     | + 5:44:35  |

### Lkw
| Pos | Nr. | Fahrer              | Beifahrer           | Mechaniker           | Marke         | Team                        | Zeit       |
| --- | --- | ------------------- | ------------------- | -------------------- | ------------- | --------------------------- | ---------- |
| 1   | 511 | Andrei Karginow     | Andrei Mokejew      | Igor Leonow          | KAMAZ         | Kamaz Master                | 46:33:36 h |
| 2   | 516 | Anton Schibalow     | Dmitri Nikitin      | Iwan Tatarinow       | KAMAZ         | Kamaz Master                | + 0:42:26  |
| 3   | 503 | Siarhei Viazovich   | Pavel Haranin       | Anton Zaparoshchanka | MAZ           | MAZ-Sportauto               | + 2:04:42  |
| 4   | 501 | Dmitri Sotnikow     | Ruslan Achmadejew   | Ilgiz Akhmetzianov   | KAMAZ         | Kamaz Master                | + 2:55:28  |
| 5   | 504 | Martin Macík        | František Tomášek   | David Švanda         | Iveco         | Big Shock Racing            | + 3:28:08  |
| 6   | 505 | Janus van Kasteren  | Darek Rodewald      | Marcel Snijders      | Iveco         | Petronas Team De Rooy Iveco | + 4:26:57  |
| 7   | 502 | Aleš Loprais        | Petr Pokora         | Khaled Al-Kendi      | Praga V4S DKR | Instaforex Loprais Team     | + 5:16:57  |
| 8   | 528 | Aliaksei Vishneuski | Maksim Novikau      | Andrei Neviarovich   | MAZ           | MAZ-Sportauto               | + 5:24:30  |
| 9   | 521 | Patrice Garrouste   | Szymon Gospodarczyk | Petr Vojkovský       | Tatra         | Fesh Fesh / R-sixteam       | + 6:07:53  |
| 10  | 512 | Teruhito Sugawara   | Yuji Mochizuki      | Hirokazu Somemiya    | Hino          | Hino Team Sugawara          | + 6:18:39  |